# Divatte-sur-Loire
Divatte-sur-Loire község Franciaország Loire mente régiójában, Loire-Atlantique megyében. Új községként 2016. január 1-jén jött létre La Chapelle-Basse-Mer és Barbechat község egyesítésével. A korábbi községek egyesülésekor az új község lélekszáma 6633 fő lett. Lakosainak száma 7158 fő (2022. január 1.).

## Népesség
| Lakosok száma | 6844 | 6909 | 6975 | 7042 | 7057 | 7158 |
|               | 2017 | 2018 | 2019 | 2020 | 2021 | 2022 |